# Caravanes
Pour les articles homonymes, voir Caravane.
Caravanes est une revue publiée par les éditions Phébus consacrée à la littérature à travers le monde. Dirigée par André Velter et Jean-Pierre Sicre, huit numéros furent édités de manière irrégulière entre juin 1989 et octobre 2003.

## Auteurs publiés dans la revue
- Numéro 1 (1989) : Miklós Szentkuthy, Ismaïl Kadaré, Jacques Lacarrière, Jacques Dars, T .E. Lawrence, Claude Herviant, Adonis, Abû l-Alâ al-Ma'arrî, Michel Butor, Hassan Massoudy, Sadeq Hedayat, Sayd Bahodine Majrouh, Gilles Lapouge, Lokenath Bhattacharya, Nicolas Bouvier, Li Ho, Houei-tsong, Alain Borer, Giuseppe Conte, Octavio Paz, Jean Paul Guibbert, Sepulveda, Claude Michel Cluny, Michel Le Bris, François Cheng, Gil Jouanard, Gérard Macé, Franck André Jamme, Jean-Baptiste Para, Vladimir Velickovic, André Velter.

- Numéro 2 (1990) : Constantin Cavafy, Jacques Lacarrière, Patrick Remaux, Alvaro Mutis, Roland et Sabrina Michaud, Yachar Kemal, Melih Cevdet Anday, Ferit Edgü, Landays du désert et de l'errance, Rabindranath Tagore, Jibananda Das, Sou T'ong-po, Zao Wou-ki, Octavio Paz, Xavier Villaurrutia, Jean-Claude Renard, Marcel Béalu, Xavier Bazot, Serge Sautreau, Nasser Assar, Pascal Quignard, Serge Filippini, Stéfano d'Arrigo, Camillo Sbarbaro, Antonio Tabucchi, Bernard Noël, Lorand Gaspar, Miklós Szentkuthy.
- Numéro 3 (1991) : Yasushi Inoué, Bai Juyi, Su Zhe, Fan Chengda, Yuan Mei, Yi Munyol, Gérard Macé, Jean Malaurie, Henry Miller, Barry Lopez, José Lezama Lima, Severo Sarduy, Luis Mizon, Antonio Saura, Eugénio de Andrade, Henri Michaux, André Dhôtel, Claude Roy, Jean-Marie Le Sidaner, Ernest Pignon-Ernest, Cristina Campo, Nazli Eray, Omar Khayyam, Marc Riboud, Miklós Szentkuthy.
- Numéro 4 (1994) : Neil Bissoondath, Bharati Mukherjee, Romesh Gunesekera, Momin Latif, Jamyang Losal, André Velter, Yi Munyol, Dazai Osamu, Adonis, Lokenath Bhattacharya, Alain Jouffroy, Bernard Noël, Makoto Ooka, Jean-Baptiste Tati-Loutard, Jean Morisset, Frederic Prokosch, Antonio Segui, Francisco Coloane, Hawad, Abdelmajid Benjelloun, Yehouda Amichaï, Azadeh Pourmir, Füruzan, Jacques Lacarrière, Dumitru Tsepeneag, György Somlyó, Ludovic Janvier, Cédric Morgan, Michel Desbastides, Jean-Marie Poumeyrol, Noël Tuot, Georges Sénéchal, Michel Tanouarn, Marcel Béalu, Jean Gillibert.
- Numéro 5 (1996) : Juan Rulfo, Inés Arredondo, Elsa Cross, Juan Gregorio Regino, Alvaro Mutis, Joaquim Maria Machado de Assis, Thomas Coraghessan Boyle, Lokenath Bhattacharya, Abdulrazak Gurnah, Hassan Massoudy, René R. Khawam, Abou-Moutahhar Al-Azdî, Salah Stétié, Jacques Lacarrière, Nanos Valaoritis, Nikolaï Kantchev, Radivoj Stanivuk, Zoran Music, Edvard Kocbek, Boris Pahor, Miguel Hernandez, Vincente Aleixandre, Julio Maruri, Rainer Maria Rilke, Attila József, Marina Tsvetaeva, Yves Bonnefoy, Jean Paul Guibbert, Catherine Jacobsen, Jean Gillibert, Jacques Poulain, Patrick Reumaux, Georges Bru.
- Numéro 6 (1997) : Sadegh Hedayat, Forough Farrokhzad, Djavâd Pourmir, Sa'dî, Udayan Vajpeyi, Palden Gyal, Jacques Lacarrière, Yuan Hongdao, Fucha Dunchong, Pu Songling, Haruki Murakami, Kingado Nanzan, Gilvan Lemos, Victor Giudice, Chico Buarque de Hollanda, Caetano Veloso, Enrique Serna, Victor de la Cruz, Bernard Malamud, Jean Gillibert, Edgar Allan Poe, Wilhelm Raabe, Miklós Szentkuthy, Gérard Rondeau, Gérard Macé, Valérie-Catherine Richez, Franck André Jamme, Jean Paul Guibbert, Guilhem Fabre, Jean-Pierre Burgart, Paul Rebeyrolle.
- Numéro 7 (2001) : Henri Michaux, Marcel Moreau, Jean Malaquais, Pierre Lafargue, Mathieu Belezi, Jean Soublin, Mathieu Terence, Maximine, Matthieu Gosztola, Henri Gaudin, Jean-Baptiste Para, Fereydoun Faryad, Mikhaïl Veller, Isaac-Leibush Peretz, Peretz Markish, Itzhak Katzenelson, Israël Eliraz, Erwin Schenkelbach, Gabriel Levin, Sohrâb Sepehri, François Cheng, Mario Pontes, Gerardo Can Pat, Norman Levine, William Blake.
- Numéro 8 (2003) : William Trevor, Jean Rustin, José Bergamín, Abdulah Sidran, Krzysztof Kamil Baczynski, Gérard Macé, Brève anthologie de prosateurs Ming, Wallace Stegner, Juan Villoro, Mario Blanco, Augusto dos Anjos, Ivo Barroso, Ernest Pignon-Ernest, Karel Schoeman, Salim Bin Abakari, Abdourahman A.Waberi, Pepetela, Niyi Osundare, Poésie orale des Peuls du Massina, Ibrahim Al-Koni, Monique Enckell, Marianne Clouzot, Pascal Quignard, Sylvie Germain, Jean Gillibert, Martine Roffinella, Louis-François Delisse, Peng Wan-ts, Claude Chasson, Jacques Laccarière, Jean Mambrino, Yves Bonnefoy.